# NGC 568
NGC 568 is een elliptisch sterrenstelsel in het sterrenbeeld Beeldhouwer. Het hemelobject werd op 29 november 1837 ontdekt door de Britse astronoom John Herschel.

## Synoniemen
- IC 1709
- PGC 5468
- ESO 353-3
- MCG -6-4-37